# بوينغ إي إيه-18جي غرولير
بوينغ إي إيه-18جي غرولير (بالإنجليزية: Boeing EA-18G Growler)‏ هي طائرة حرب إلكترونية أنتجت في 2004 بالولايات المتحدة. من صناعة بوينغ. تستخدم بشكل أساسي من قبل بحرية الولايات المتحدة. كان أول طيران لها في 15 أغسطس 2006. دخلت الخدمة في 22 سبتمبر 2009، ومازالت في الخدمة حتى الآن. صنع منها 100 طائرة، وسعر الطائرة الواحدة منها هو 68.2 مليون دولار.

## المستخدمون
- بحرية الولايات المتحدة
- القوات الجوية الملكية الأسترالية

## وصلات خارجية
- Official webpage of the Boeing EA-18G Growler